# 蕭玉嬛
蕭玉嬛（?—?），被封为永康公主，中国南北朝梁朝公主，梁武帝萧衍之女。母亲為郗徽。
母親郗徽在梁朝建立之前就已经去世。郗徽没有儿子，所以梁武帝没有嫡子。只生了三个女儿：萧玉姚封「永兴公主」，蕭玉婉封「永世公主」，蕭玉嬛封「永康公主」。与梁元帝萧绎妃子徐昭佩关系甚好。史书没有记载蕭玉嬛的婚配和生卒情况。

## 传记资料
- 《梁書·后妃傳》